# Fire of Unknown Origin
Fire of Unknown Origin är ett album av Blue Öyster Cult släppt 1981. Albumet brukar räknas som ett av gruppens mest fokuserade verk. "Burnin' for You" blev en stor hit.
Efter albumet lämnade trummisen Albert Bouchard bandet, det blev därmed det sista studioalbumet med gruppens originaluppsättning.

## Låtlista
1. "Fire of Unknown Origin" (Eric Bloom/Albert Bouchard/Joe Bouchard/Donald Roeser/Patti Smith) - 4:11
2. "Burnin' for You" (Richard Meltzer/Donald Roeser) - 4:31
3. "Veteran of the Psychic Wars" (Eric Bloom/Michael Moorcock) - 4:49
4. "Sole Survivor" (Eric Bloom/Blue Öyster Cult/Louis Myers/John Trivers) - 4:06
5. "Heavy Metal: The Black and Silver" (Eric Bloom/Albert Bouchard/Sandy Pearlman) - 3:18
6. "Vengeance (The Pact)" (Albert Bouchard/Joe Bouchard) - 4:41
7. "After Dark" (Eric Bloom/Blue Öyster Cult/Louis Myers/John Trivers) 4:26
8. "Joan Crawford" (Albert Bouchard/Jack Rigg/David Roter) - 4:55
9. "Don't Turn Your Back" (Albert Bouchard/Allen Lanier/Donald Roeser) - 4:08